# West Bath (Maine)
Pour les articles homonymes, voir West Bath.
West Bath est une ville américaine située dans le Comté de Sagadahoc, dans le Maine. Selon le recensement de 2020, sa population est de 1 910 habitants.